# Maria Salviati
Maria Salviati (Florència, República de Florència, 17 de juliol de 1499 — 12 de desembre de 1543) fou una noble italiana filla de Jacopo Salviati i Lucrècia de Mèdici. Fou neta per línia paterna de Giovanni Salviati i Elena Gondi Buondelmonti, i per línia paterna de Llorenç el Magnífic i la seva esposa Clarice Orsini. Fou germana dels cardenals Giovanni Salviati i Bernardo Salviati, i de Francesca Salviati, que casada amb Ottaviano de' Medici foren pares del papa Lleó XI.
Es casà el 17 de novembre de 1516 a la catedral de Florència amb Giovanni dalle Bande Nere, fill de Giovanni de Mèdici i Caterina Sforza. D'aquesta unió tingueren un fill Cosme I de Mèdici (1519-1574), duc de Florència i Gran Duc de Toscana. Amb aquest matrimoni s'aconseguí unir les dues branques de la família Mèdici, i que a la mort d'Alexandre de Mèdici sense descendents Cosme I esdevingués senyor de Florència.
Morí a la residència de la família Mèdici de Florència l'hivern del 1543.